# Comitatul Kern, California
Comitatul Kern (engleză Kern County) este un comitat din statul american California. După recensământul din 2010, populația era de 839.631 de locuitori. Reședința comitatului este Bakersfield.